# Montréals stadshus

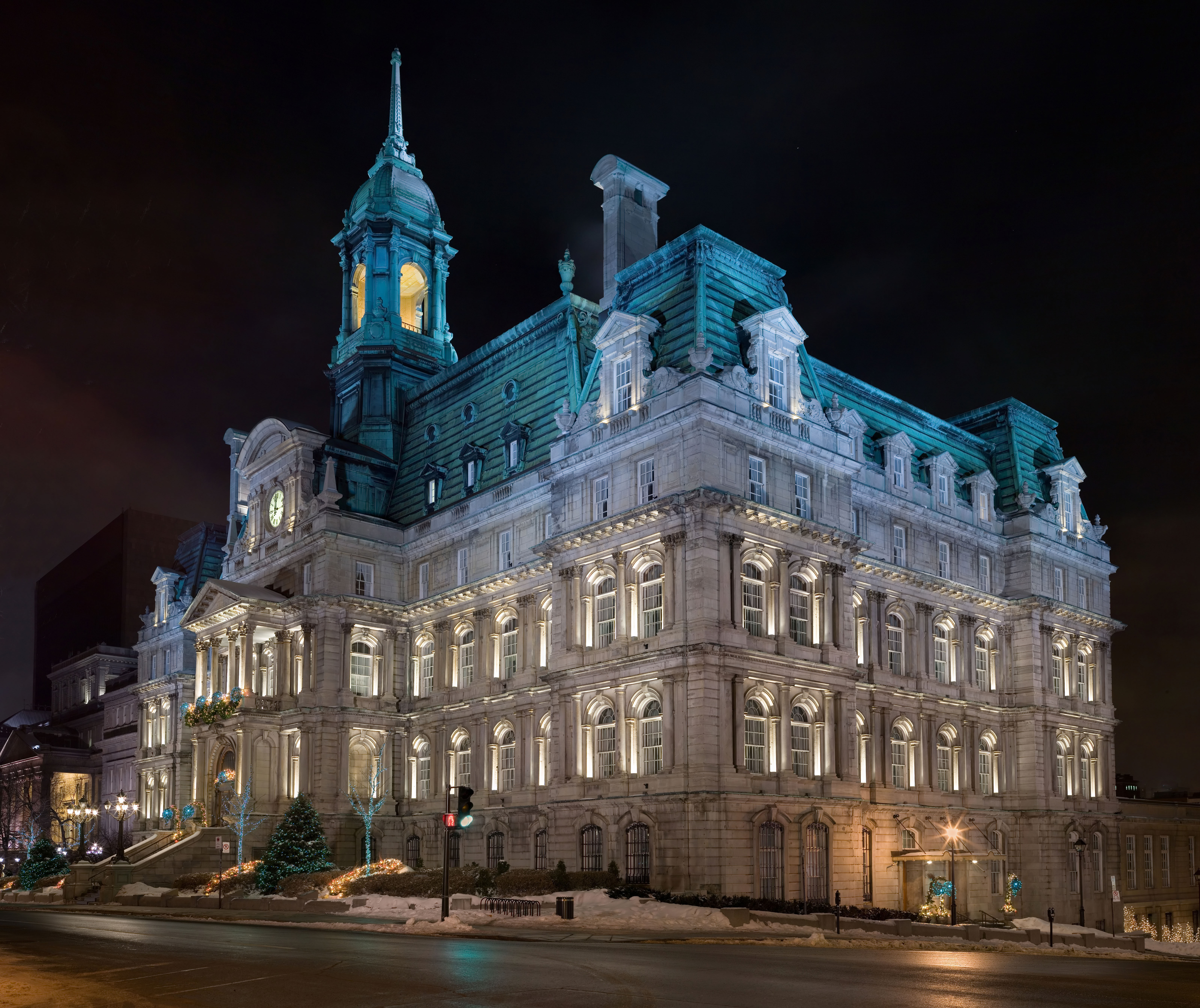
Stadshuset 2006

Montréals stadshus (franska: Hôtel de Ville de Montréal) uppfördes 1872-1878 efter ritningar av arkitekterna Henri-Maurice Perrault och Alexander Cowper Hutchison i fransk empirstil. Stadshuset är beläget i de centrala delarna av den gamla stan i Montréal. Byggnaden förstördes i en brand 1922, men fasaderna överlevde och en ny byggnad skapades innanför skalet inspirerat av stadshuset i den franska staden Tours. I exteriören förändrades bland annat taket vid ombyggnaden, efter förebild av stadshuset i Tours.
Stadshuset hamnade i fokus för de fransk-kanadensiska förbindelserna 1967 när Charles de Gaulle höll sitt Vive le Québec libre-tal där (franska: Länge leve det fria Québec), någon som ledde till frostiga relationer mellan Kanada och Frankrike och att det franska statsbesöket avslutades i förtid.

## Bilder

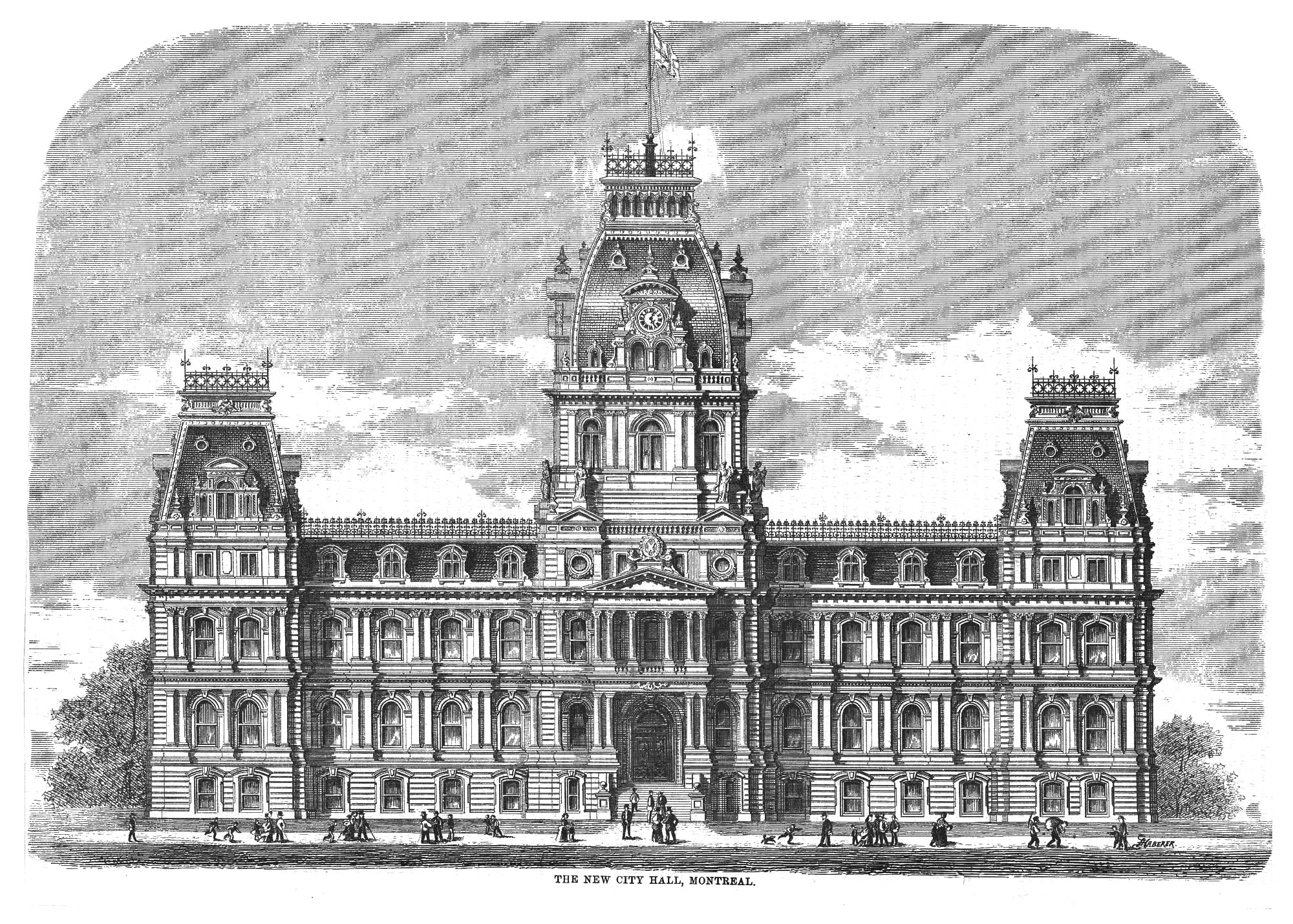
Före branden
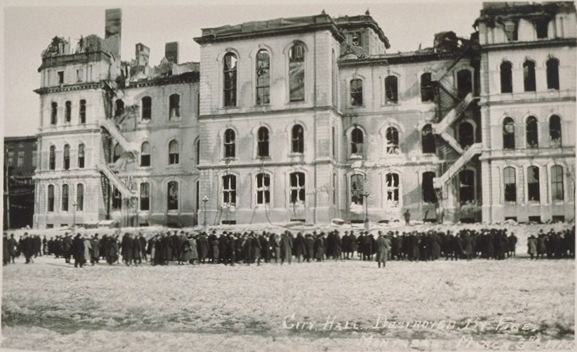
Efter branden 1922
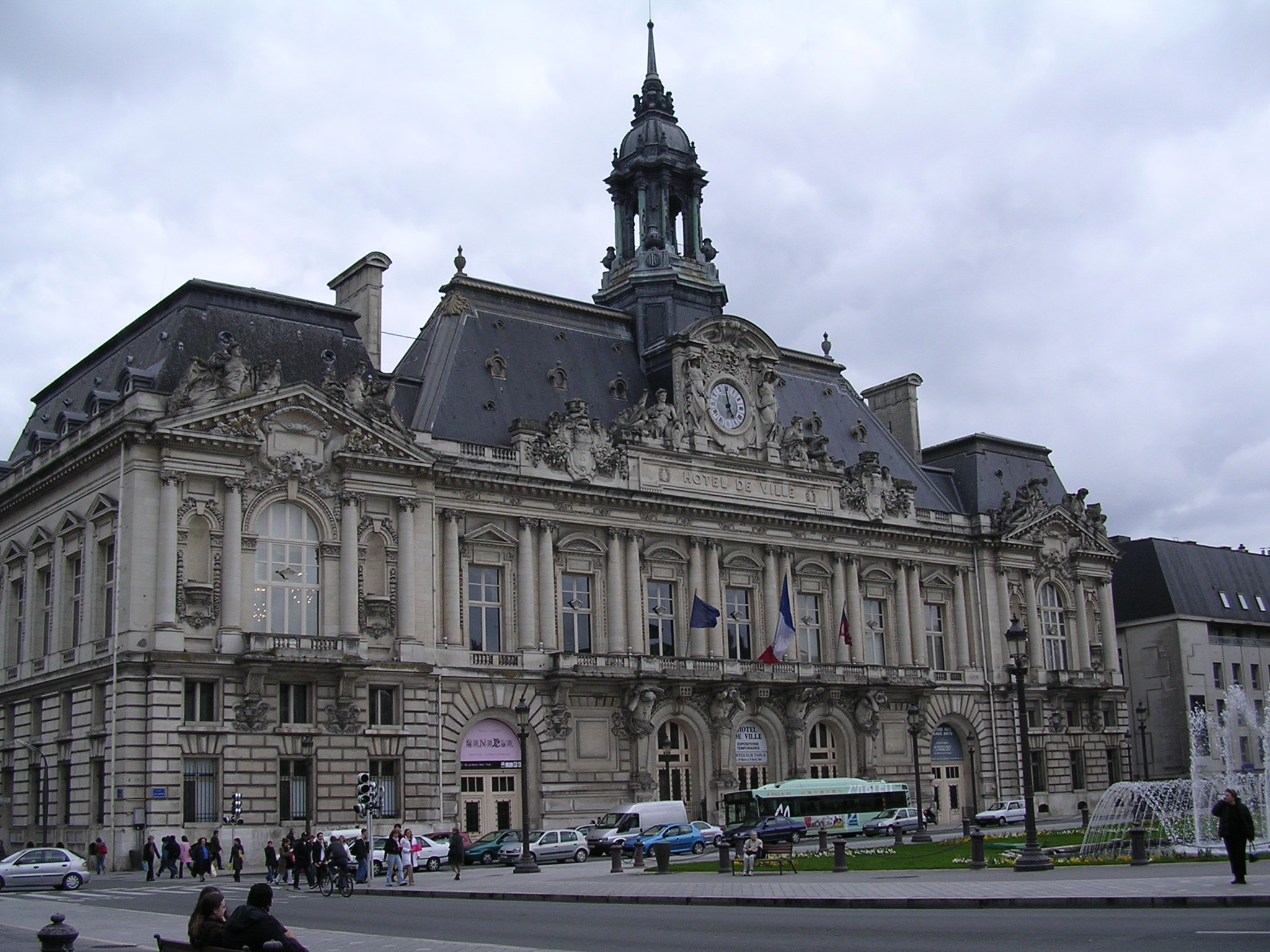
Stadshuset i Tours